# Lakmos

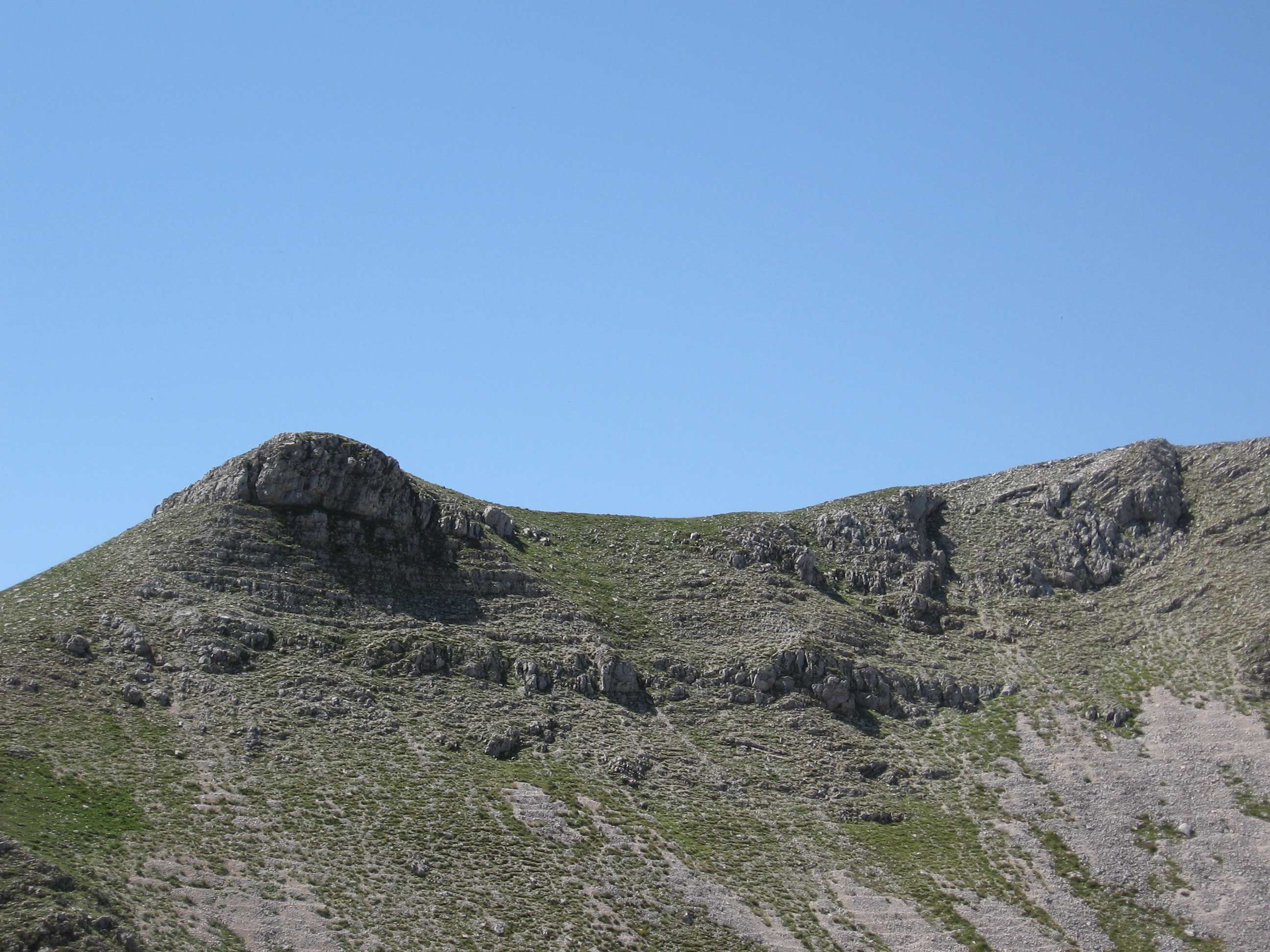
Berg Lakmos (Peristeri-Gipfel)

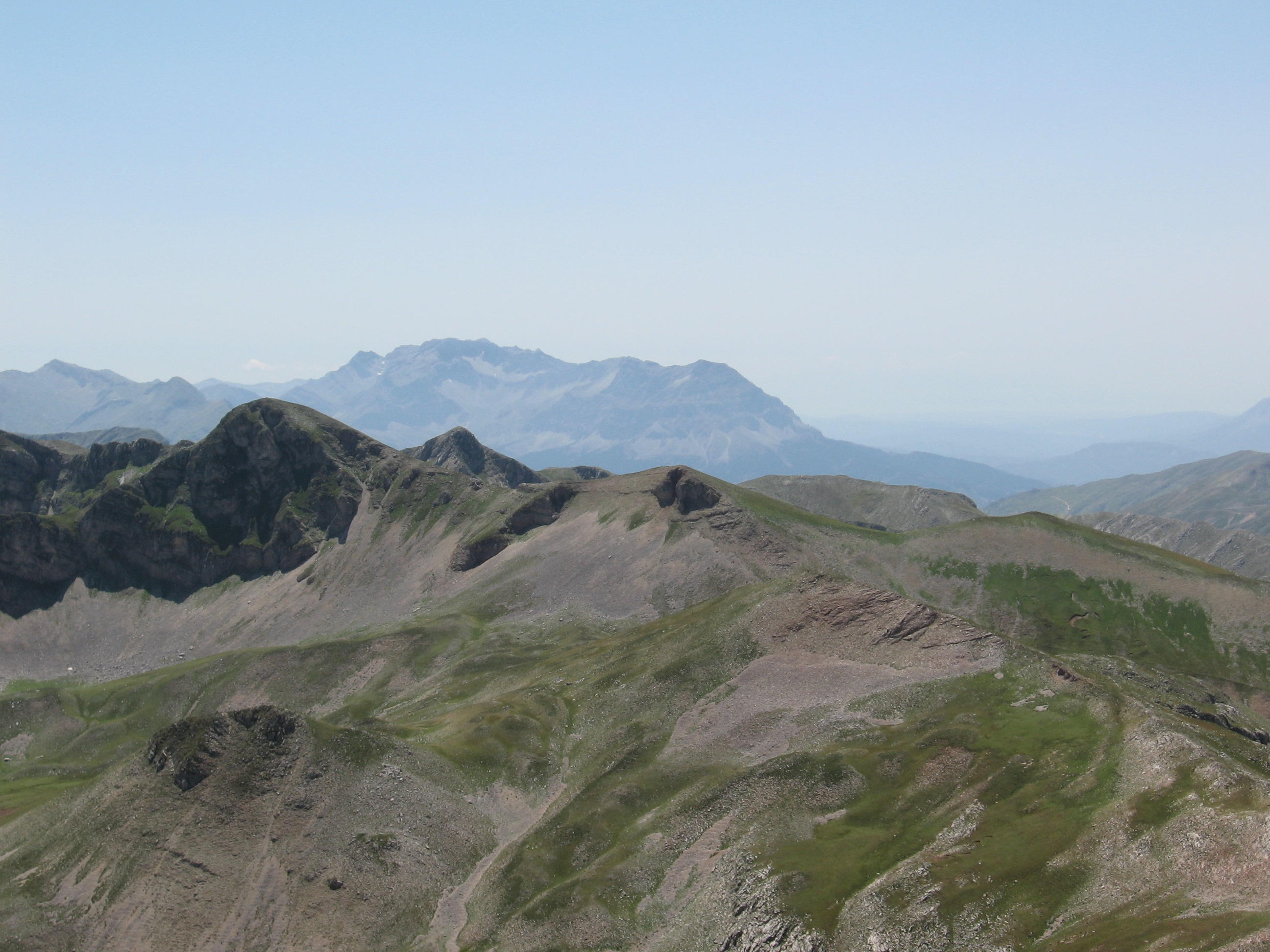
Berg Lakmos (Peristeri-Gipfel)

Der Lakmos (griechisch Λάκμος, auch Peristeri Περιστέρι, Lakmon Λάκμων, Lakmonas Λάκμωνας) ist ein 2295 m hohes Bergmassiv im Gebirgszug des südlichen Pindos-Gebirges. Er befindet sich östlich von Ioannina, südlich von Metsovo und nordwestlich von Kalambaka im Regionalbezirk Ioannina der Region Epirus.
Der Name Peristeri wird auch für den höchsten Gipfel des Lakmos verwendet. Alternativ wird dieser Gipfel auch als Tsoukarela bezeichnet.
Andere Gipfelpunkte des Lakmos sind Asprovrissi (2040 m), Kritharia (1640 m), Lakomata (2020 m), Pyramidia (2040 m), Salatoura (2125 m), Koukies (1717 m), Soutomio (2047 m), Kalogiros (2106 m) und Tsouma Plastari (2188 m), welcher auch den Übergang in das südlich gelegene Athamanon- bzw. Tzoumerka-Massiv mit dem Gipfel Kakarditsa markiert.
Der Lakmos ist an drei Seiten von Flüssen umgeben, die teilweise auch aus dem Lakmos-Massiv entspringen. Im Westen begrenzt das Lakmos-Massiv das Tal des Arachthos, im Norden befindet sich der Metsovitikos, welcher im Nordwesten des Lakmos in den Arachthos mündet. Im Osten verläuft der Acheloos, welcher an der Ostflanke des Lakmos in ca. 2000 m Höhe auch entspringt. Im Süden verläuft der Kalaritikos Fluss, welcher sich mit dem Bach Monodendri zum Fluss Melissourgiotikos vereint und nach Südosten hin abfließt. Der Lakmos bildet auch die Wasserscheide zwischen dem Arachthos im Westen und dem Acheloos im Osten.
Am Nordrand des Lakmos verläuft durch das Tal des Metsovitikos die Nationalstraße 6 (Europastraße 92) von Ioannina nach Metsovo und Kalambaka. Auf der nördlichen Seite desselben Tales gegenüber dem Lakmos verläuft die Autobahn 2.
Das Lakmos-Massiv ist ein schützenswertes Biotop nach dem NATURA2000-Programm. Die Fläche des Schutzgebietes umfasst 20.020 Hektar mit einer mittleren Höhe von 1700 m Seehöhe. Im Lakmos-Massiv sind auch Bären beheimatet.